# ویکتوریا راوا
ویکتوریا راوا (به انگلیسی: Victoria Ravva) (زاده ۳۱ اکتبر ۱۹۷۵ در تفلیس) والیبالیست گرجی با تابعیت فرانسه است.
راوا در سال ۲۰۱۰ بهترین مدافع لیگ قهرمانان زنان اروپا شد و در سال ۲۰۰۳ و ۲۰۰۶ نیز جایزه بهترین بازیکن باشگاه‌های اروپا را به دست آورد. او همچنین ۲ مدال طلا در تاریخ والیبال کشورش در بازی‌های قهرمانی والیبال اروپا در سال‌های ۲۰۰۲ و ۲۰۰۳ کسب کرد.
راوا در سال ۲۰۱۵ پس از گذراندن ۲۰ سال از عمرش در تیم کن فرانسه و ۱۹ بار قهرمان شدن با این تیم در لیگ والیبال فرانسه از این ورزش حرفه‌ای خداحافظی کرد.